# Gary Speed
Gary Andrew Speed (08 tháng 9 năm 1969 - 27 tháng 11 năm 2011) là một cựu cầu thủ bóng đá xứ Wales và từng là huấn luyện viên đội tuyển bóng đá xứ Wales. Tai giải Ngoại hạng Anh, Gary Speed giữ kỷ lục thi đấu 535 trận cho đến năm 2009. Năm 2011, Gary Speed bị phát hiện đã chết trong tư thế treo cổ ở nhà riêng của ông tại Huntington, Chester, miền Bắc xứ Wales.

## Sự nghiệp

### Câu lạc bộ
Gary Speed là cầu thủ thuộc lứa những cầu thủ đầu tiên của Premier League (kể từ khi giải đấu này mang tên mới năm 1993). Gary Speed trưởng thành từ lò đào tạo của Leeds United. Ông có trận ra mắt chính thức năm 19 tuổi, và là một thành viên của đội bóng giành chức vô địch quốc gia Anh First Division năm 1992 - trước thời điểm Premier League khai sinh. Ông khởi nghiệp trong màu áo Leeds năm 1988 và cùng đội bóng này lên ngôi vô địch hạng đấu cao nhất nước Anh mùa giải 1991 và 1992, giải Ngoại Hạng đầu tiên và duy nhất trong sự nghiệp
Gary Speed rời khỏi sân Elland Road năm 1996 trước khi di chuyển qua nhiều đội bóng khác ở giải Premier League như Everton (1996-1998), Newcastle United (1998-2004), Bolton Wanderers (2004-2008). Sau đó, ông xuống giải Hạng nhất cùng Sheffield United (2008-2010). Năm 2010, Gary Speed dẫn dắt đội tuyển quốc gia xứ Wales cho đến khi qua đời.
Cụ thể là vào năm 1996, Gary Speed chia tay Leeds sau 312 lần ra sân để đầu quân cho Everton với giá 3,4 triệu bảng Anh. Tại đó ông lập tức được tín nhiệm và trở thành đội trưởng. Năm 2004, Gary Speed chuyển đến chơi cho Bolton với giá 750.000 bảng. Tại đây ông trở thành cầu thủ đầu tiên trong lịch sử đạt mốc 500 trận đấu ở Ngoại hạng Anh. Sau đó ba năm, với pha làm bàn vào lưới Reading, Gary Speed trở thành cầu thủ đầu tiên ghi bàn trong mọi mùa giải đã qua của Ngoại hạng Anh. Tháng 01 năm 2008 ông chuyển sang chơi cho Sheffield United với giá 250.000 bảng, nhưng chỉ một năm sau đã quyết định treo giày ở tuổi 40.

### Đội tuyển Quốc gia
Về sự nghiệp Quốc tế, ông được gọi vào đội tuyển xứ Wales năm 20 tuổi, trong trận thắng Costa Rica tháng 5 năm 1990. Cho đến trước khi treo giày ông tổng cộng 85 lần khoác áo đội tuyển quốc gia, ghi 6 bàn và 44 trận đeo băng đội trưởng. Năm 2004, Gary Speed chia tay đội tuyển quốc gia. Trận đấu cuối cùng của ông trong màu áo đỏ là thất bại 2-3 trước Ba Lan ở vòng loại World Cup vào tháng 10 năm 2004. Tháng 12 năm 2010 ông quyết định chia tay Sheffield để trở lại xứ Wales dẫn dắt đội tuyển quốc gia với hợp đồng 3 năm rưỡi, thay thế John Toshack. Dù màn ra mắt khá tồi tệ, thất bại 0-3 trước Cộng hòa Ireland, nhưng Speed và các học trò sau đó đã có chuỗi trận ấn tượng. Trận đấu cuối cùng trước khi ông ra đi là trận thắng Na Uy với tỷ số 4-1.

## Cái chết
Ngày 27 tháng 11 năm 2011, Làng bóng đá Anh rung động khi hay tin Gary Speed qua đời tại nhà riêng. Vào lúc 7 giờ 08 phút, cảnh sát Cheshire được thông báo về cái chết đột ngột tại một địa chỉ ở Huntington, Chester. Gary Speed bị phát hiện đã chết trong tư thế treo cổ ở nhà riêng của ông tại Huntington, Chester, miền Bắc xứ Wales.
Các dấu hiệu tại hiện trường cho thấy ông đã treo cổ tự sát. Thi thể của Gary Speed được tìm thấy tại nhà sáng Chủ nhật hôm sau và các nguồn tin của cảnh sát khẳng định không có nghi vấn nào khác. Phát ngôn viên cảnh sát Cheshire Police khẳng định. "Không có dấu hiệu khả nghi nào xung quanh cái chết này. Gia đình nạn nhân đã yêu cầu được yên tĩnh trong thời khắc khó khăn này". Gary Speed ra đi để lại vợ và hai con.

## Danh hiệu

### Cầu thủ
Leeds United
- Football League First Division: 1991–92[7]
- Football League Second Division: 1989–90[8]
- FA Charity Shield: 1992[9]
- Football League Cup á quân: 1995–96[10]

Newcastle United
- FA Cup á quân: 1997–98,[11] 1998–99[12]